# 56 Близнецов
56 Близнецов (лат. 56 Geminorum, HD 57423) — двойная, предположительно переменная звезда в созвездии Близнецов на расстоянии приблизительно 418 световых лет (около 128 парсеков) от Солнца. Видимая звёздная величина звезды — +5,08m.

## Характеристики
Первый компонент — красный гигант спектрального класса M0III. Радиус — около 26,02 солнечных, светимость — около 441,72 солнечных. Эффективная температура — около 3952 К.